# Raúl Fernández Robert
Raúl Fernández Robert (Città del Messico, 17 settembre 1905 – Città del Messico, 4 settembre 1982) è stato un cestista messicano.

## Carriera
Ha vinto la medaglia di bronzo con il Messico alle Olimpiadi di Berlino 1936, giocando sette partite.